# 18e méridien est
En géographie, le 18e méridien est est le méridien joignant les points de la surface de la Terre dont la longitude est égale à 18° est.

## Géographie

### Dimensions
Comme tous les autres méridiens, la longueur du 18e méridien correspond à une demi-circonférence terrestre, soit 20 003,932 km. Au niveau de l'équateur, il est distant du méridien de Greenwich de 2 004 km,.
Avec le 162e méridien ouest, il forme un grand cercle passant par les pôles géographiques terrestres.

### Régions traversées
En commençant par le pôle Nord et descendant vers le sud au pôle Sud, Le 18e méridien est passe par:
| Coordonnées          | Pays, territoire ou mer          | Notes                                                                                     |
| -------------------- | -------------------------------- | ----------------------------------------------------------------------------------------- |
| 90° 00′ N, 18° 00′ E | Océan Arctique                   |                                                                                           |
| 80° 11′ N, 18° 00′ E | Norvège                          | Îles de Nordaustlandet et du Spitzberg, Svalbard                                          |
| 77° 30′ N, 18° 00′ E | Océan Atlantique                 | Mer de Norvège                                                                            |
| 69° 31′ N, 18° 00′ E | Norvège                          | Île de Senja et le continent                                                              |
| 68° 04′ N, 18° 00′ E | Suède                            |                                                                                           |
| 62° 34′ N, 18° 00′ E | Mer Baltique                     | Golfe de Botnie                                                                           |
| 60° 36′ N, 18° 00′ E | Suède                            | Passe par Stockholm, pîle à travers Friends Arena                                         |
| 58° 56′ N, 18° 00′ E | Mer Baltique                     | Passe entre les îles de Stora Karlsö et Gotland, Suède                                    |
| 54° 50′ N, 18° 00′ E | Pologne                          | Passe par le centre de Bydgoszcz                                                          |
| 50° 01′ N, 18° 00′ E | Tchéquie                         |                                                                                           |
| 49° 02′ N, 18° 00′ E | Slovaquie                        |                                                                                           |
| 47° 44′ N, 18° 00′ E | Hongrie                          |                                                                                           |
| 45° 48′ N, 18° 00′ E | Croatie                          | Passe juste à l'ouest de Slavonski Brod                                                   |
| 45° 08′ N, 18° 00′ E | Bosnie-Herzégovine               | Passe près de Mostar                                                                      |
| 42° 45′ N, 18° 00′ E | Croatie                          | Continent (sur environ 6 km) et l'ile de Koločep. Passe juste à l'ouest de Dubrovnik      |
| 42° 40′ N, 18° 00′ E | Mer Méditerranée                 | Mer Adriatique                                                                            |
| 40° 38′ N, 18° 00′ E | Italie                           | Gallipoli (Italie).                                                                       |
| 39° 59′ N, 18° 00′ E | Mer Méditerranée                 |                                                                                           |
| 30° 50′ N, 18° 00′ E | Libye                            |                                                                                           |
| 22° 31′ N, 18° 00′ E | Tchad                            |                                                                                           |
| 7° 59′ N, 18° 00′ E  | République centrafricaine        |                                                                                           |
| 3° 34′ N, 18° 00′ E  | République du Congo              |                                                                                           |
| 1° 23′ N, 18° 00′ E  | République démocratique du Congo |                                                                                           |
| 8° 06′ S, 18° 00′ E  | Angola                           |                                                                                           |
| 17° 23′ S, 18° 00′ E | Namibie                          |                                                                                           |
| 28° 49′ S, 18° 00′ E | Afrique du Sud                   | Cap-Nord Cap-Occidental                                                                   |
| 31° 28′ S, 18° 00′ E | Océan Atlantique                 |                                                                                           |
| 32° 44′ S, 18° 00′ E | Afrique du Sud                   | Cap-Occidental                                                                            |
| 33° 08′ S, 18° 00′ E | Océan Atlantique                 | Passe juste à l'ouest de l'Île de Dassen, Afrique du Sud (à 33° 25′ 24″ S, 18° 05′ 14″ E) |
| 60° 00′ S, 18° 00′ E | Océan Austral                    |                                                                                           |
| 69° 43′ S, 18° 00′ E | Antarctique                      | Terre de la Reine-Maud, revendiquée par la Norvège                                        |